# غيغادير (آراغاتسوتن)
مدينة غيغادير (بالإنجليزية: Geghadir)‏ هي إحدى المدن التابعة لمقاطعة آراغاتسوتن في أرمينيا. يقدر عدد سكانها بـ 700 نسمة حسب الإحصاء الذي جرى عام 2011.